# Slikarjev atelje
Slikarjev atelje: Prava alegorija, ki povzema sedem let mojega umetniškega in moralnega življenja (L'Atelier du peintre), je oljna slika na platnu iz leta 1855 Gustava Courbeta. Hranijo jo v Musée d'Orsay v Parizu v Franciji.
Courbet je leta 1855 naslikal Slikarjev atelje v Ornansu v Franciji . »Svet je prišel slikat v moj ateljeju« je dejal Courbet realističnemu delu. Liki na sliki so alegorični prikaz različnih vplivov na Courbetovo umetniško življenje. Na levi strani so človeške figure z vseh ravni družbe. V središču Courbet slika krajino, medtem ko se je obrnil od golega modela, ki je simbol akademske umetnosti. Na desni strani so Courbetovi prijatelji in sodelavci, večinoma iz elitne pariške družbe, med njimi Charles Baudelaire, Champfleury, Pierre-Joseph Proudhon in najvidnejši Courbetov mecen, Alfred Bruyas.
Žirija pariške svetovne razstave 1855 je za razstavo sprejela enajst Courbetovih del, a Slikarjevega ateljeja ni bilo med njimi. Kot samopromocijo in kljubovanje je Courbet s pomočjo Alfreda Bruyasa odprl svojo razstavo (Paviljon realizma) blizu uradne razstave; to je bila predhodnica različnih Salonov zavrnjenih (Salon des Refusés). Dobil je zelo malo pohval in Eugène Delacroix je bil eden redkih slikarjev, ki so delo podprli. Courbet je za sliko izjavil, da Slikarjev atelje »predstavlja družbo v najboljšem, najslabšem in povprečnem stanju.« 

## Opis
Slika je nastala med Courbetovim navdušenjem nad realizmom v umetnosti sredi 1800-ih. Zaradi kratkega časa, ki ga je imel za slikanje, je bilo treba veliko originalnih načrtov dela zavreči. Najbolj opazen primer tega je v ozadju slike. Na zadnji steni ateljeja na sliki je Courbet načrtoval naslikati replike drugih njegovih del. Zmanjkalo mu je časa, da bi jih v celoti narisal, zato jih je nato prekril z rdečkasto rjavo barvo za pripravo, deloma dokončane slike pa so še vedno relativno vidne.

### Leva stran
Na levi strani slike so prikazani ljudje iz vsakdanjega življenja Francije. Juda in Irko je videl na potovanju, ko je Courbet leta 1848 odpotoval v London, piše v pismu, ki ga je Courbet napisal Champfleuryju, v katerem je podrobno opisano, kako bo slika videti. Na levi strani Courbetovega slikarskega stojala je tudi 'lutka' / 'figura Križanega'. Ta figura je videti izkrivljena in potencialno izmučena. Umetnostna zgodovinarja Benedikt Nicolson in Georges Riat to figuro razlagata kot simbol 'smrti' umetnosti Kraljeve akademije umetnosti (Académie des Beaux-Arts) v Franciji.

### Sredina
V središču slike je upodobljen Courbet, ki slika krajino, gola ženska figura, mlad fant in bel maček. Courbet na svojem platnu slika dolino reke Loue. Ta dolina v francoski regiji Franche-Comté je počastitev Courbetove domovine Ornans v Franciji. Ženska figura temelji na fotografiji J. V. de Villeneuva iz leta 1854 in je bila interpretirana kot predstavitev akademske umetnosti ali kot Courbetova muza za realizem.

### Desna stran
Na desni strani slike je prikazano veliko število figur pariške elite, vključno z umetnikovimi prijatelji. To so figure, ki so igrale vlogo pri razvoju Courbetove kariere umetnika ali pa so ga na nek način navdihnile. Portreti, vključeni na tej strani slike, so med drugimi vidnimi osebnostmi družbe Alfred Bruyas (Courbetov mecen), Champfleury, Pierre-Joseph Proudhon, Charles Baudelaire in bogat par umetniških zbiralcev. Večina teh portretov je bila kopirana iz prejšnjih portretov ali fotografij, saj je bila slika v celoti narejena v Ornansu, vendar so subjekti na tej strani slike prebivali v Parizu. Na primer, portret Charlesa Baudelaira je bil neposredno kopiran iz Courbetovega portreta pisatelja iz leta 1847. Courbet se je dopisoval s Champfleuryjem v zvezi s to sliko (iz katere izhaja večji del interpretacije) in zahteval fotografijo Proudhona, filozofa in anarhista, da bi ga lahko vključili v sliko. To je fotografija, ki jo je Courbet prejel od Champfleuryja, na kateri temelji portret Proudhona.

## Interpretacija
- Razpravlja se o pomenu oksimorona 'resnična alegorija' v podnaslovu slike, kot tudi o Courbetovi nameri, da bi o tej besedni zvezi razpravljali.
- Courbet se je odločil, da je naslikal dolino reke Loué na svojem platnu znotraj platna kot dejanje kljubovalnega provincializma. Simbol svojega doma je želel v departmaju Doubs francoske regije Franche-Comté prinesti naravnost v osrčje Pariza in v oči pariških gledalcev in zbiralcev umetniških paristov.
- Lobanja, ki počiva na izvodu Journal des débats, je simbol smrti umetniške akademije.
- Grozd predmetov ob vznožju lovca (na levi strani), vključno s kitaro, bodalom, obloženim klobukom in razpočenim čevljem, je simbol smrti romantičnega umetniškega gibanja. Lahko je simbol smrti romantizma zaradi naraščajoče priljubljenosti realizma ali simbol smrti romantizma v Courbetovem lastnem opusu.